# 90 (серия домов)
90 — серия крупнопанельных многосекционных жилых домов индустриального домостроения. Отличительная особенность большинства проектов: балконы и лоджии расположены под небольшим углом относительно плоскости фасада. Разработка проектов жилых домов серии 90 была начата Центральным научно-исследовательским и проектным институтом жилых и общественных зданий (ЦНИИЭП жилища) в 1960-х гг. Промышленное производство домов серии 90 было освоено в 1971 году.
В составе серии запроектировано более 180 типовых проектов домов и блок-секций. Среди них есть и блок-секции с квартирами для малосемейных (типовой проект 90-041), и общежития для рабочих и служащих (типовые проекты 90-042 и 90-043) и даже дома усадебного типа на одну (например, типовой проект 181-90-78/1.2) или две квартиры.
В номенклатуру типовых проектов включены блок-секции различной конфигурации: рядовые, торцевые, поворотные и угловые со внутренними или внешними углами поворота на 135° и 90°. Положение блок-секций в застройке многовариантно и может обеспечиваться наличием различных элементов блокировки секций (рядовых, торцевых, с глухими торцевыми окончаниями, с деформационными швами и др.), а также вариантностью планировочного решения первых этажей (с колясочной, помещением электрощитовой, сквозным проездом или проходом и т. п.).

Наибольшее распространение получили следующие типовые проекты серии:

| Шифр проекта | Описание |
| ------------ | --- |
| 90-05        | Блок-секция 9-этажная рядовая на 36 квартир. Состав квартир на типовом этаже 3Б-2Б-1Б-3Б                                                                 |
| 90-06        | Блок-секция 9-этажная торцевая левая на 36 квартир. Состав квартир на типовом этаже 2Б-2Б-2Б-3Б                                                          |
| 90-07        | Блок-секция 9-этажная торцевая правая на 36 квартир. Состав квартир на типовом этаже 2Б-2Б-2Б-3Б                                                         |
| 90-08        | Блок-секция 5-этажная рядовая сдвоенная на 30 квартир. Состав квартир на типовом этаже 3Б-1Б-2Б-2Б-2Б-2Б                                                 |
| 90-09        | Блок-секция 5-этажная торцевая левая сдвоенная на 30 квартир. Состав квартир на типовом этаже 3Б-1Б-2Б-2Б-2Б-2Б                                          |
| 90-010       | Блок-секция 5-этажная торцевая правая сдвоенная на 30 квартир. Состав квартир на типовом этаже 3Б-1Б-2Б-2Б-2Б-2Б                                         |
| 90-022       | Блок-секция 9-этажная поворотная со внутренним углом поворота в 135° на 54 квартиры. Состав квартир на типовом этаже 3Б-2Б-4Б-4Б-2Б-3Б                   |
| 90-023       | Блок-секция 9-этажная поворотная со внешним углом поворота в 135° на 54 квартиры. Состав квартир на типовом этаже 3Б-2Б-4Б-4Б-2Б-3Б                      |
| 90-031       | Блок-секция 9-этажная угловая под углом 90° на 27 квартир. Состав квартир на типовом этаже 3Б-4Б-3Б                                                      |
| 90-045       | Блок-секция 9-этажная рядовая с проездом на 68 квартир. Состав квартир на типовом этаже 3Б-2Б-1Б-3Б-3Б-2Б-1Б-3Б, на первом этаже 3Б-2Б-1Б-1Б-1Б-2Б-1Б-3Б |

Кроме традиционных типов отделки наружных стеновых панелей и экранов ограждения летних помещений, были предложены различные композиционные решения фасадных плоскостей, создающие композиции целых улиц или отдельных дворов, отвечающие конкретным градостроительным ситуациям.
Планировочные решения квартир в проектах серии обеспечиваются продольными и поперечными конструкциями зданий с «малым» шагом поперечных несущих стен в 300 и 360 мм и пролётами в 570 и 660 мм. Наружные стены — однослойные керамзитобетонные панели толщиной 300, 350, 400 мм (в зависимости от региона строительства). Внутренние стены — железобетонные панели толщиной 120, 160 мм для межкомнатных и межквартирных стен соответственно; электропанели — 180 мм. Перегородки — железобетонные панели толщиной 60 мм и гипсобетонные — толщиной 80 мм. Перекрытия — сплошные железобетонные плиты, с опиранием по контуру, толщиной 120 либо 160 мм. Высота помещений в «чистоте» — 264 см при высоте типового этажа 280 см. В блок-секциях имеется один пассажирский лифт (для блок-секций этажностью выше 5) и мусоропровод с приёмными клапанами на межэтажных лестничных площадках через этаж.
В настоящее время строится в модернизированных вариантах, причём зачастую, например во Владимире (серия 90ВЛК), трудно узнать прародителя.
Наибольшая концентрация домов данного типа в оригинальном виде на квадратный километр наблюдается в городе Павлодар, Республика Казахстан (годы постройки - с 1974-го по 1994-й).

## Фотогалерея

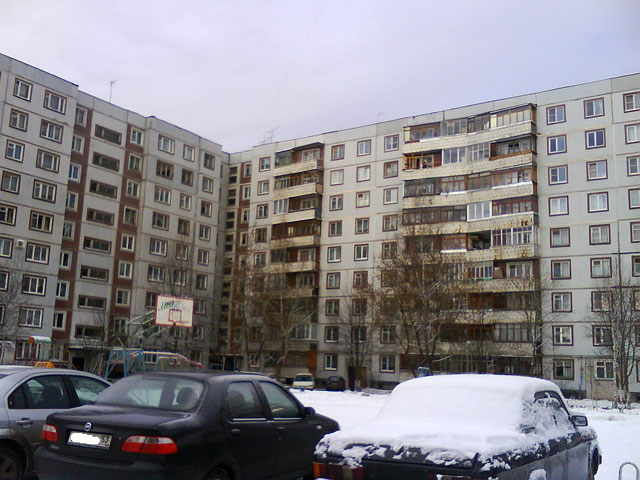
Великий Новгород, ул. Свободы, 23 (год постройки: 1984). Типовые проекты 90-05 и 90-031
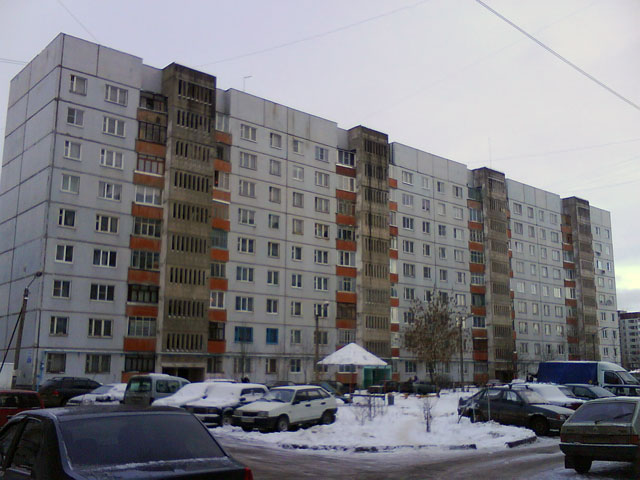
Великий Новгород, ул. Кочетова, 14к2 (год постройки: 1990). Типовой проект 90-05 с лоджиями и "сушилками" на фасаде
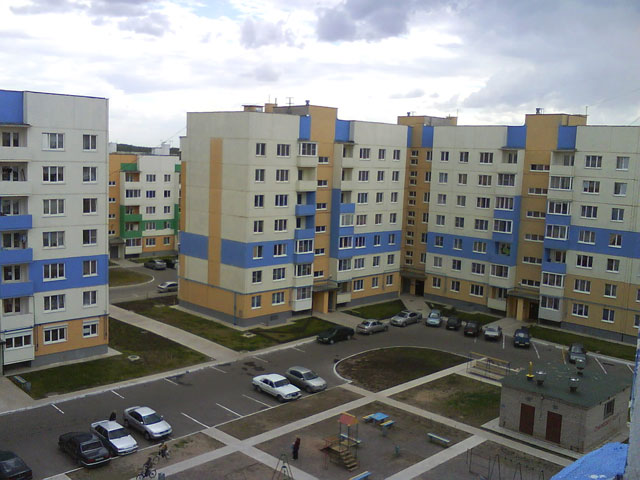
Великий Новгород. Новые дома в микрорайоне «Псковская Слобода». Типовые проекты 90-05 и 90-031
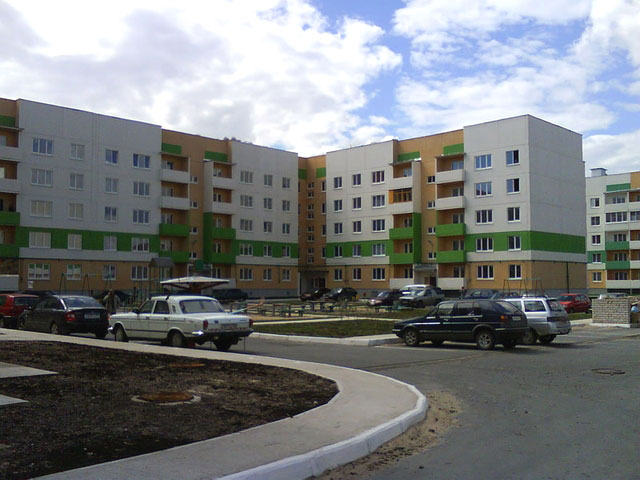
Великий Новгород. Микрорайон «Псковская Слобода». Типовые проекты 90-05 и 90-031 в пятиэтажном исполнении (последняя редакция производства ЗАО "Проектстрой")
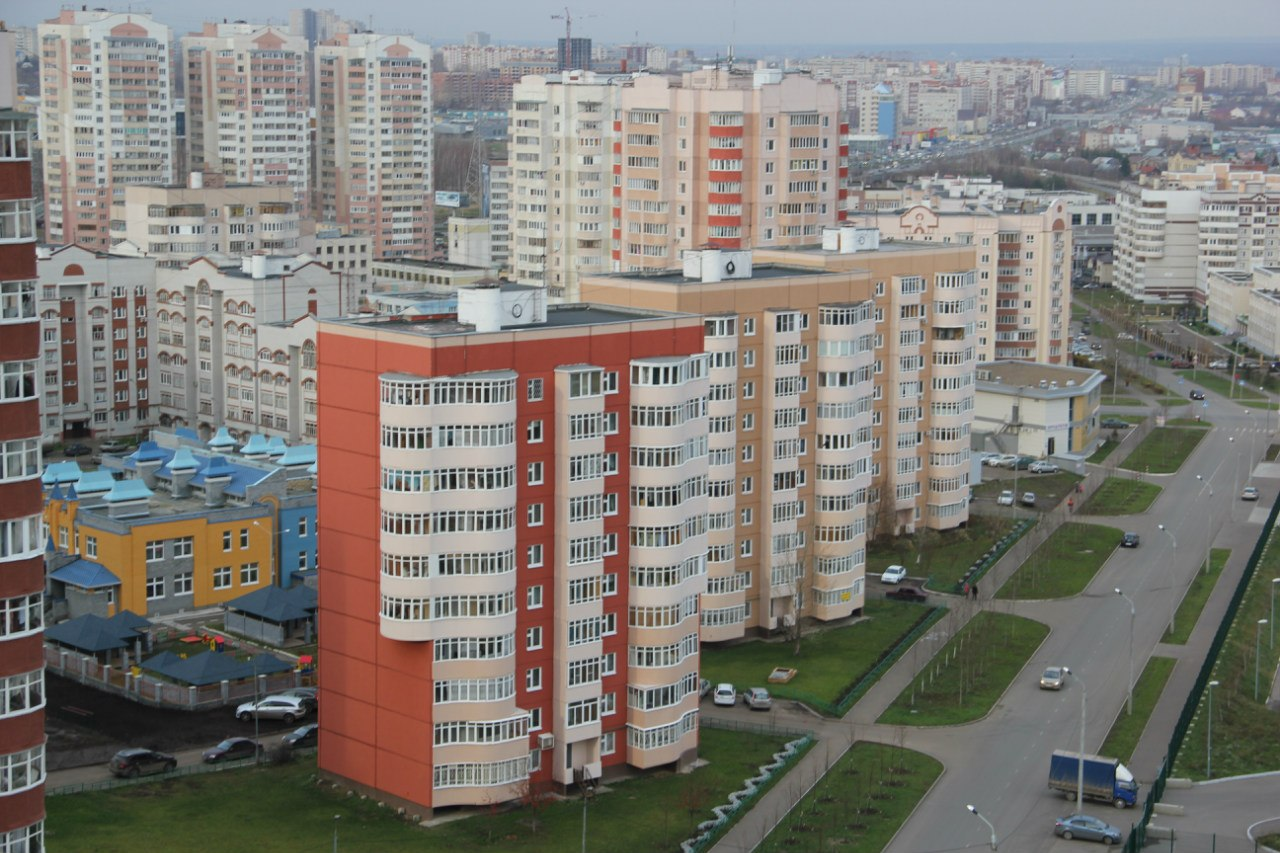
Казань, улица Джаудата Файзи, односекционные дома-башни 90-й серии производства Казанского ДСК, 2000-е годы
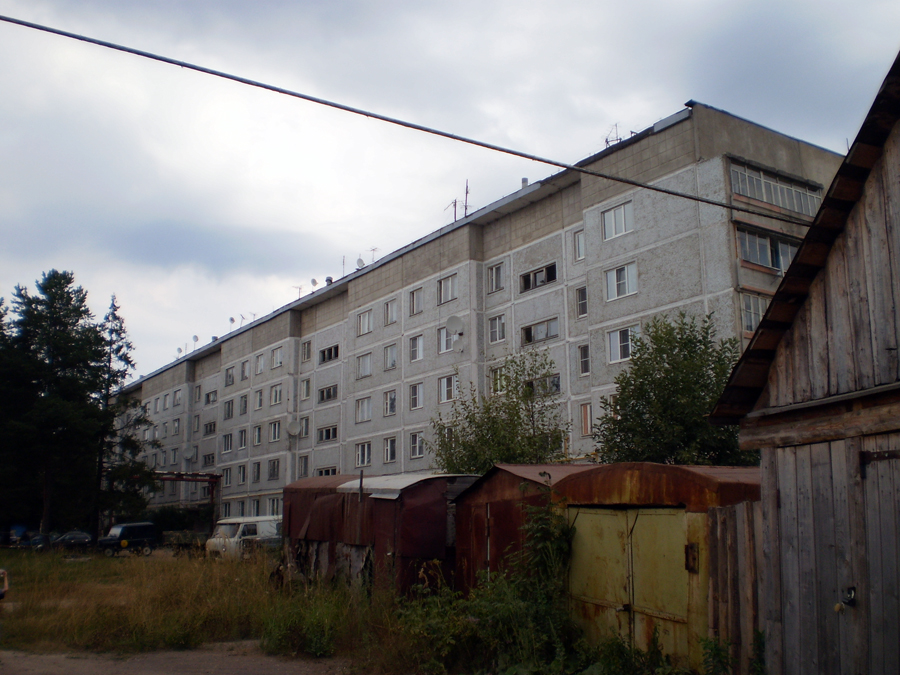
ст. Игоревская, ул. Южная, 10 (Смоленская область, Холм-Жирковский район). Типовые проекты 90-05, 90-06 и 90-07 в пятиэтажном варианте
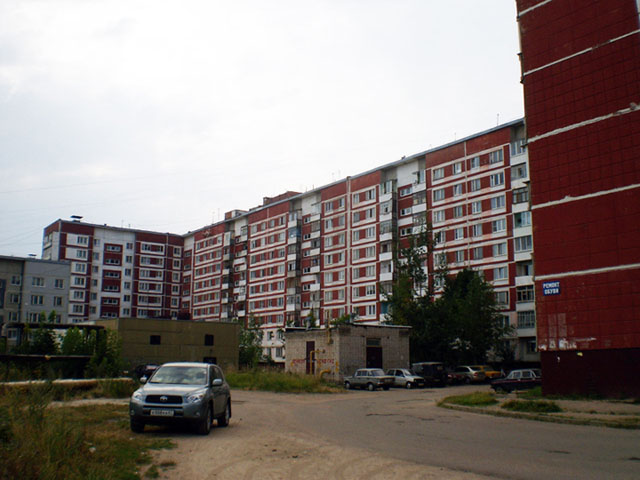
Смоленск, ул. Рыленкова, 59 (год постройки: 1988). Типовые проекты 90-05, 90-07 с дополнительными лоджиями на фасаде
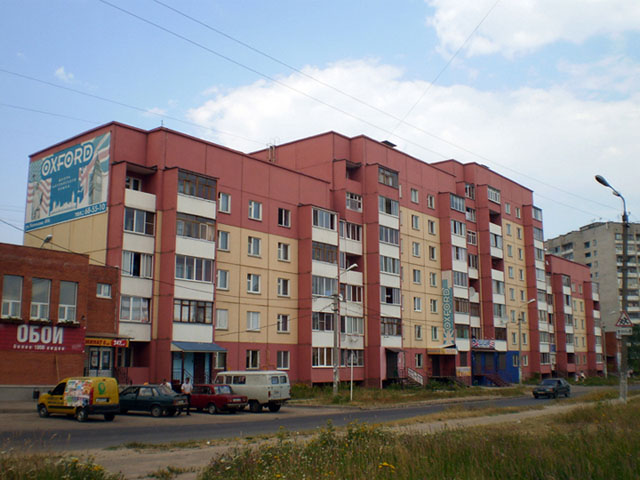
Смоленск, ул. Рыленкова, 49А (год постройки: 2005). Типовой проект 90-05 различной этажности (последняя редакция производства ООО "ДСК-1")
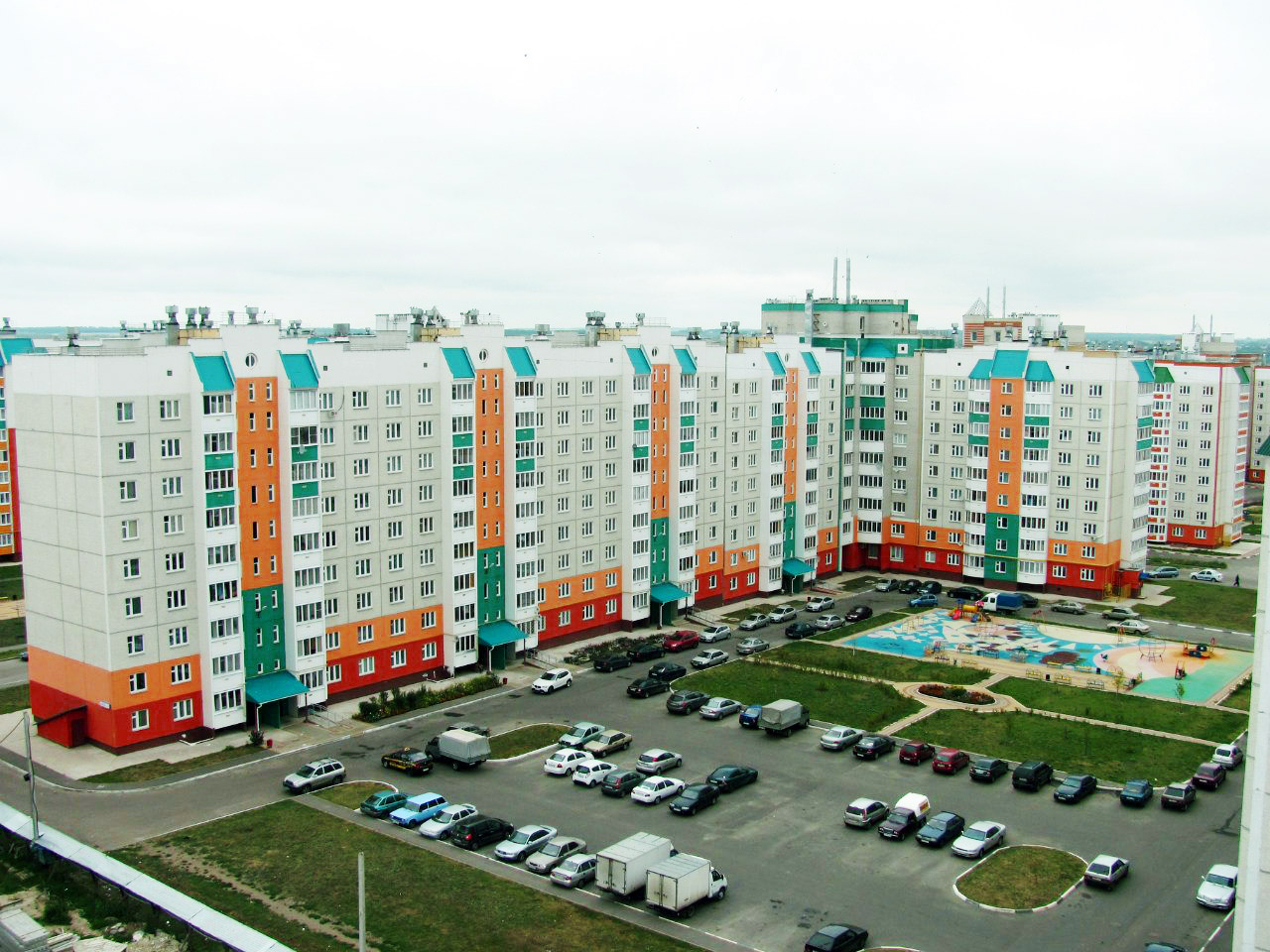
Орёл, Пробуждение бульвар Молодёжи д.6. (год постройки: 2011). Типовой проект 90-07 в девятиэтажном варианте с кирпичной секцией-вставкой и дополнительными торцевыми лоджиями.
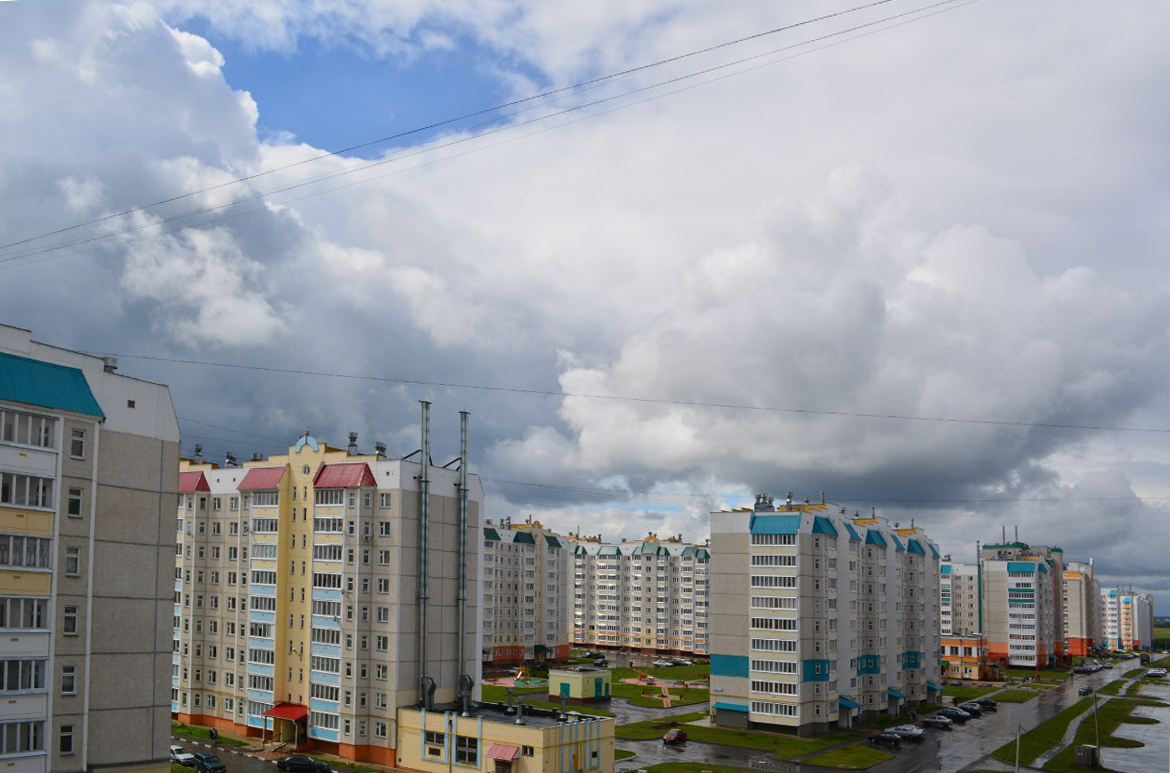
Орёл, Пробуждение. Застройка новой улицы многоквартирными домами типовой серии 90-07 в девятиэтажном исполнении.